# Pianta calcicola

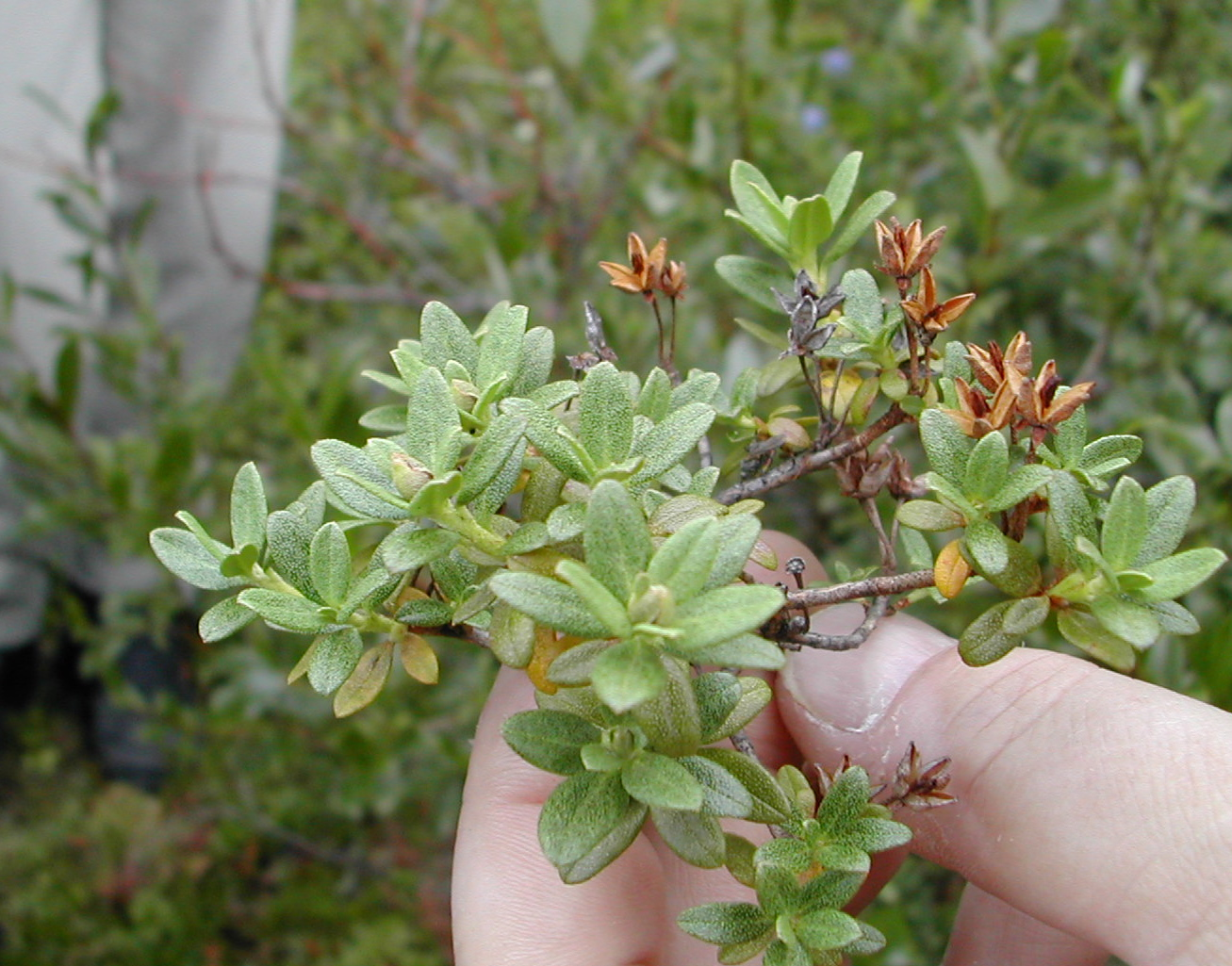
Rhododendron lapponicum, un esempio di pianta calcicola

Una pianta calcicola o calcifila è una pianta che vive in terreni calcarei, ovvero ricchi in composti di metalli alcalini (soprattutto calcio) con un pH tendenzialmente basico. Molto spesso la preferenza per i suoli calcarei si accompagna ad una più o meno marcata xerofilia, ovvero preferenza per condizioni climatiche tendenzialmente aride. L'opposto di pianta calcifila è pianta calcifuga.

## Diffusione
Sono molte le specie vegetali di interesse alimentare e industriale con questa caratteristica. Piante spiccatamente calcicole possono incorrere in problemi metabolici se introdotte in terreni acidi, soprattutto per intossicazione da alluminio. Alcune piante calcicole sono: gran parte delle Cactaceae, Crassulaceae, molte Rosaceae, Campanulaceae, Asteraceae, Orchidaceae terricole e altre.